# Bureau County
Bureau County är ett administrativt område i delstaten Illinois, USA. År 2010 hade countyt 34 978 invånare. Den administrativa huvudorten (county seat) är Princeton.

## Geografi
Enligt United States Census Bureau har countyt en total area på 2 262 km². 2 250 km² av den arean är land och 12 km² är vatten.

### Angränsande countyn
- Lee County - nord
- Putnam County - sydost
- LaSalle County - öst
- Marshall County - syd
- Stark County - sydväst
- Henry County - väster
- Whiteside County - nordväst

### Orter
- Arlington
- Cherry
- Dalzell (delvis i LaSalle County)
- Mineral
- Ohio
- Princeton (huvudort)
- Sheffield
- Spring Valley
- Walnut